# ヴェローチェエラ
ヴェローチェエラ（欧字名:Veloce Era、2021年3月5日 - ）は、日本の競走馬。主な勝ち鞍に2025年の函館記念。
馬名の意味は、「速い」（伊）＋「時代」（伊）。

## 経歴
2021年夏のセレクトセール当歳に上場され、大野剛嗣に6000万円で落札された。
2023年（令和5年）9月2日、新潟競馬場5Rの2歳新馬戦で、ミルコ・デムーロを背にデビューし、2着。
2024年（令和6年）2月4日、京都競馬場で開催された3歳未勝利戦で初勝利を収めた。3月9日のゆきやなぎ賞2着を挟んで、重賞初挑戦で出走した京都新聞杯は3着に好走。8月から条件戦で3連勝を飾り、11月17日の比叡ステークスの勝利をもってオープンクラスに昇格した。
2025年（令和7年）シーズンは1月19日の日経新春杯より始動。1番人気に支持されたが、4着に敗れた。共に2番人気に支持された3月23日の阪神大賞典は5着、4月13日の大阪-ハンブルクカップは6着に敗れる。6月29日の函館記念は4コーナー付近で先頭に立つと、そのまま押し切って重賞初優勝を果たした。勝ちタイムの1分57秒6は、1988年（昭和63年）8月21日の同レースで河内洋が騎乗したサッカーボーイが記録した1分57秒8を約37年ぶりに更新（平成時代はこのレコードタイムは更新されなかった）するコースレコードとなった。

## 競走成績
以下の内容は、JBISサーチおよびnetkeiba.comに基づく。
| 競走日     | 競馬場 | 競走名           | 格   | 距離（馬場）   | 頭 数 | 枠 番 | 馬 番 | オッズ （人気） | 着順 | タイム （上り3F） | 着差 | 騎手        | 斤量 [kg] | 1着馬（2着馬）         | 馬体重 [kg] |
| ---------- | ------ | ---------------- | ---- | -------------- | ----- | ----- | ----- | --------------- | ---- | ----------------- | ---- | ----------- | --------- | ---------------------- | ----------- |
| 2023.09.02 | 新潟   | 2歳新馬          |      | 芝2000m（良）  | 13    | 4     | 5     | 003.60（3人）   | 02着 | R2:04.5（34.4）   | -0.1 | 0M.デムーロ | 55        | キャントウェイト       | 482         |
| 2024.02.04 | 京都   | 3歳未勝利        |      | 芝2200m（良）  | 11    | 5     | 5     | 001.50（1人）   | 01着 | R2:17.0（34.8）   | -0.1 | 0川田将雅   | 57        | （ミッキーストライク） | 508         |
| 0000.03.09 | 阪神   | ゆきやなぎ賞     | 1勝  | 芝2400m（良）  | 7     | 4     | 4     | 002.80（2人）   | 02着 | R2:28.0（33.5）   | -0.1 | 0川田将雅   | 57        | ショウナンラプンタ     | 498         |
| 0000.05.08 | 京都   | 京都新聞杯       | GII  | 芝2200 m（良） | 15    | 4     | 7     | 004.40（2人）   | 03着 | R2:11.5（33.7）   | -0.3 | 0川田将雅   | 57        | ジューンテイク         | 492         |
| 0000.08.24 | 札幌   | ルスツ特別       | 1勝  | 芝2600m（良）  | 14    | 5     | 7     | 001.50（1人）   | 01着 | R2:42.0（35.9）   | -0.1 | 0川田将雅   | 55        | （マイファミリー）     | 500         |
| 0000.10.05 | 京都   | 3歳上2勝クラス   |      | 芝2400m（良）  | 8     | 2     | 2     | 001.10（1人）   | 01着 | R2:25.0（34.4）   | -0.2 | 0川田将雅   | 55        | （リッチブラック）     | 494         |
| 0000.11.17 | 京都   | 比叡S            | 3勝  | 芝2400m（良）  | 17    | 7     | 14    | 002.60（1人）   | 01着 | R2:24.5（34.5）   | -0.1 | 0C.デムーロ | 55        | （マイネルエンペラー） | 500         |
| 2025.01.19 | 中京   | 日経新春杯       | GII  | 芝2200m（良）  | 16    | 7     | 13    | 004.90（1人）   | 04着 | R2:10.5（36.0）   | -0.7 | 0川田将雅   | 55        | ロードデルレイ         | 496         |
| 0000.03.23 | 阪神   | 阪神大賞典       | GII  | 芝3000m（良）  | 11    | 2     | 2     | 004.80（2人）   | 05着 | R3:04.7（36.0）   | -1.4 | 0川田将雅   | 56        | サンライズアース       | 500         |
| 0000.04.13 | 阪神   | 大阪-ハンブルクC | OP   | 芝2600m（稍）  | 11    | 3     | 3     | 002.70（2人）   | 06着 | R2:40.8（35.4）   | -1.0 | 0川田将雅   | 56        | アドマイヤテラ         | 494         |
| 0000.06.29 | 函館   | 函館記念         | GIII | 芝2000m（良）  | 14    | 5     | 8     | 013.0（10人）   | 01着 | R1:57.6（34.7）   | -0.3 | 0佐々木大輔 | 56        | （ハヤテノフクノスケ） | 496         |
| 0000.08.17 | 札幌   | 札幌記念         | GII  | 芝2000m（良）  | 16    | 5     | 10    | 007.00（5人）   | 05着 | R2:01.9（35.1）   | -0.4 | 0佐々木大輔 | 58        | トップナイフ           | 500         |

- タイム欄のRはレコード勝ちを示す
- 競走成績は2025年8月17日現在

## 血統表
| ヴェローチェエラの血統        | ヴェローチェエラの血統              | ヴェローチェエラの血統        | （血統表の出典）              | （血統表の出典） |
| 父系                          | サンデーサイレンス系                | サンデーサイレンス系          | サンデーサイレンス系          | [ § 2 ]          |
| 父 リアルスティール 鹿毛 2012 | 父の父ディープインパクト 鹿毛 2002  | *サンデーサイレンス           | Halo                          | Halo             |
| 父 リアルスティール 鹿毛 2012 | 父の父ディープインパクト 鹿毛 2002  | *サンデーサイレンス           | Wishing Well                  |                  |
| 父 リアルスティール 鹿毛 2012 | 父の父ディープインパクト 鹿毛 2002  | *ウインドインハーヘア         | Alzao                         | Alzao            |
| 父 リアルスティール 鹿毛 2012 | 父の父ディープインパクト 鹿毛 2002  | *ウインドインハーヘア         | Burghclere                    |                  |
| 父 リアルスティール 鹿毛 2012 | 父の母*ラヴズオンリーミー 鹿毛 2006 | Stome Cat                     | Stome bird                    | Stome bird       |
| 父 リアルスティール 鹿毛 2012 | 父の母*ラヴズオンリーミー 鹿毛 2006 | Stome Cat                     | Terlingua                     |                  |
| 父 リアルスティール 鹿毛 2012 | 父の母*ラヴズオンリーミー 鹿毛 2006 | Monevassia                    | Mr. Prospector                | Mr. Prospector   |
| 父 リアルスティール 鹿毛 2012 | 父の母*ラヴズオンリーミー 鹿毛 2006 | Monevassia                    | Miesque                       |                  |
| 母 *イプスウィッチ 栗毛 2010  | 母の父Danehill Dancer 鹿毛 1993     | *デインヒル                   | Danzig                        | Danzig           |
| 母 *イプスウィッチ 栗毛 2010  | 母の父Danehill Dancer 鹿毛 1993     | *デインヒル                   | Razyana                       |                  |
| 母 *イプスウィッチ 栗毛 2010  | 母の父Danehill Dancer 鹿毛 1993     | Mira Adonde                   | Sharpen Up                    | Sharpen Up       |
| 母 *イプスウィッチ 栗毛 2010  | 母の父Danehill Dancer 鹿毛 1993     | Mira Adonde                   | Lettre d'Amour                |                  |
| 母 *イプスウィッチ 栗毛 2010  | 母の母Imperial Beauty 黒鹿毛 1996   | Imperial Ballet               | Sadler's Wells                | Sadler's Wells   |
| 母 *イプスウィッチ 栗毛 2010  | 母の母Imperial Beauty 黒鹿毛 1996   | Imperial Ballet               | Amaranda                      |                  |
| 母 *イプスウィッチ 栗毛 2010  | 母の母Imperial Beauty 黒鹿毛 1996   | Multimara                     | Arctic Tern                   | Arctic Tern      |
| 母 *イプスウィッチ 栗毛 2010  | 母の母Imperial Beauty 黒鹿毛 1996   | Multimara                     | *イブニングエアー             |                  |
| 母系(F-No.)                   | イプスウィッチ(IRE)系(FN:9-f)       | イプスウィッチ(IRE)系(FN:9-f) | イプスウィッチ(IRE)系(FN:9-f) | [ § 3 ]          |
| 5代内の近親交配               | Northern Dancer：S5×M5×M5           | Northern Dancer：S5×M5×M5     | Northern Dancer：S5×M5×M5     | [ § 4 ]          |
| 出典                          | 1. 2. 3. 4.                         | 1. 2. 3. 4.                   | 1. 2. 3. 4.                   | 1. 2. 3. 4.      |

- 3代母Imperial Beautyは2001年のアベイ・ド・ロンシャン賞（仏G1）勝ち馬。
- そのほかの近親にアグリ（阪急杯）